# Iulie 2011
Acest articol este generat integral pe baza informațiilor din articolul 2011 și este actualizat periodic de un robot.
 Editările făcute în articol vor fi șterse la următoarea actualizare! Dacă doriți să faceți modificări, editați articolul-sursă.

ianuarie -
februarie -
martie -
aprilie -
mai -
iunie -
iulie -
august -
septembrie -
octombrie -
noiembrie -
decembrie
Iulie 2011 a fost a șaptea lună a anului și a început într-o zi de vineri.

## Evenimente

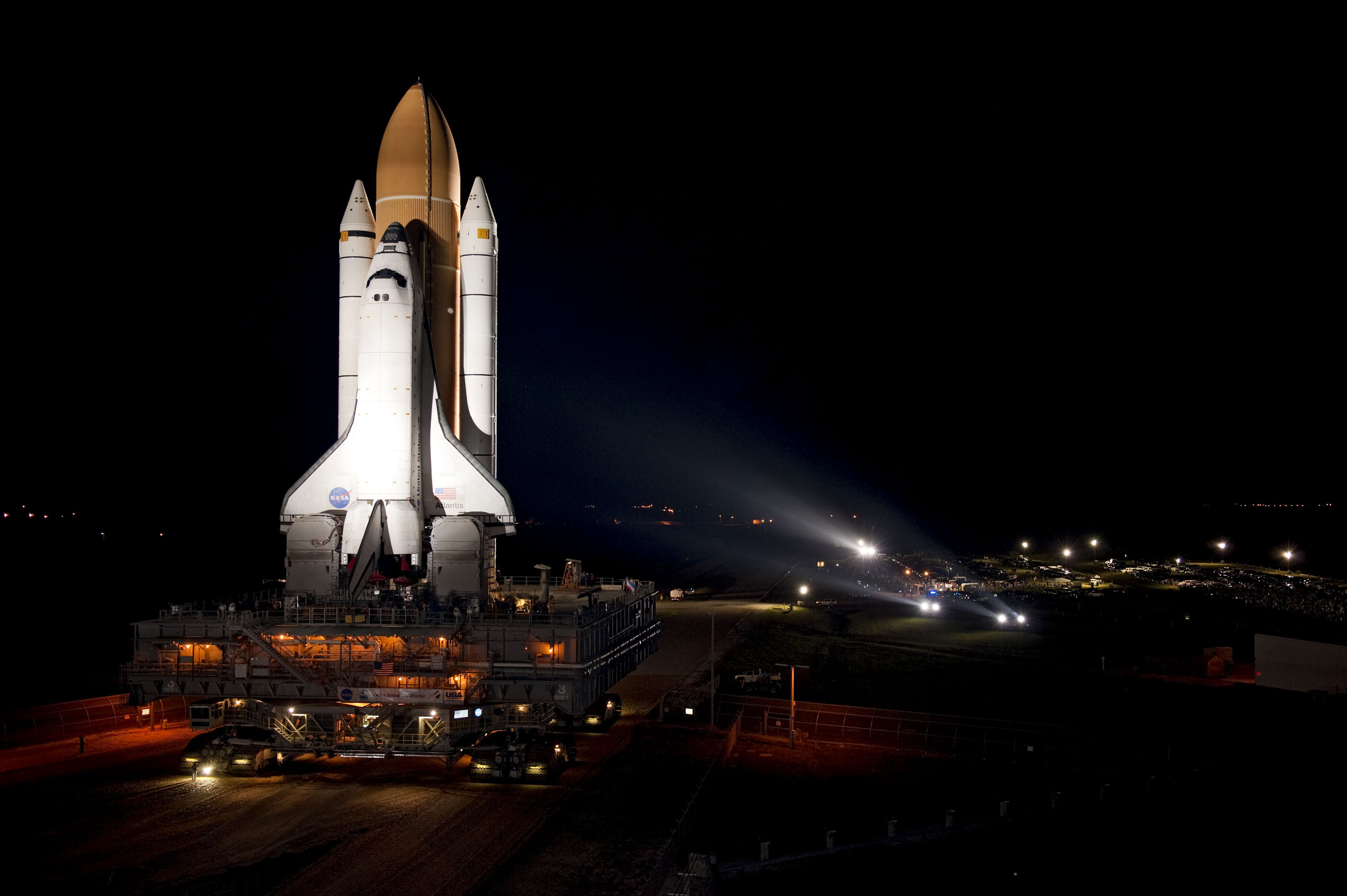
8 iulie: Ultima misiune a navetei spațiale Atlantis.

- 1 iulie: Polonia a preluat de la Ungaria președinția Consiliului Uniunii Europene.
- 1 iulie: Albert al II-lea, Prinț de Monaco se căsătorește la palatul regal cu Charlene Wittstock, fostă înotătoare olimpică; Wittstock devine Prințesa Charlene.
- 5 iulie: Este lansată melodia "Somebody That I Used to Know", considerată melodia anului 2011, produsă de Gotye (Wouter "Wally" De Backer), muzician, multi-instrumentalist, cântăreț și compozitor australian de origine belgiană.
- 6 iulie: Comitetul Internațional Olimpic a anunțat că Pyeongchang, Coreea de Sud va găzdui Jocurile Olimpice de Iarnă din 2018.
- 8 iulie: La Centrul spațial Kennedy din Florida are loc lansarea navetei Atlantis, în cea de-a 135-a misiune a NASA în cadrul programului spațial american realizat cu ajutorul rachetelor. Este ultima navetă a NASA care zboară spre Stația Spațială Internațională.
- 9 iulie: Sudanul de Sud și-a câștigat independența față de Sudan, în urma referendumului din ianuarie.
- 14 iulie: Planeta Neptun, cea mai îndepărtată planetă de Soare, și-a finalizat prima orbită completă de când a fost descoperită în 1846.[1]
- 15 iulie: Este lansat filmul Harry Potter și Talismanele Morții. Partea 2, al optulea și filmul final din seria Harry Potter, fiind și producția cinematografică cu cele mai mari încasări din anul 2011.
- 19 iulie: Echipa feminină de spadă a României a cucerit medalia de aur la Campionatele Europene de scrimă de la Sheffield după ce a învins în finală echipa Rusiei.
- 20 iulie: ONU declară foamete în două regiuni din sudul Somaliei, după cea mai gravă secetă din ultimii 50 de ani.
- 21 iulie: Reprezentanții NASA au anunțat că Telescopul spațial Hubble a descoperit al patrulea satelit care orbitează în jurul planetei pitice Pluto.
- 21 iulie: Naveta spațială Atlantis a aterizat pentru ultima dată la Centrul Spațial Kennedy, punând astfel capăt programului de navete spațiale NASA.
- 22 iulie: Două atacuri în Norvegia - un atac cu bombă în Oslo și un atac armat în Utøya (înfăptuit de teroristul Anders Behring Breivik), a adus la uciderea a cel puțin 87 de persoane.
- 24 iulie: Rutierul Cadel Evans devine primul ciclist australian care câștigă Turul Franței.

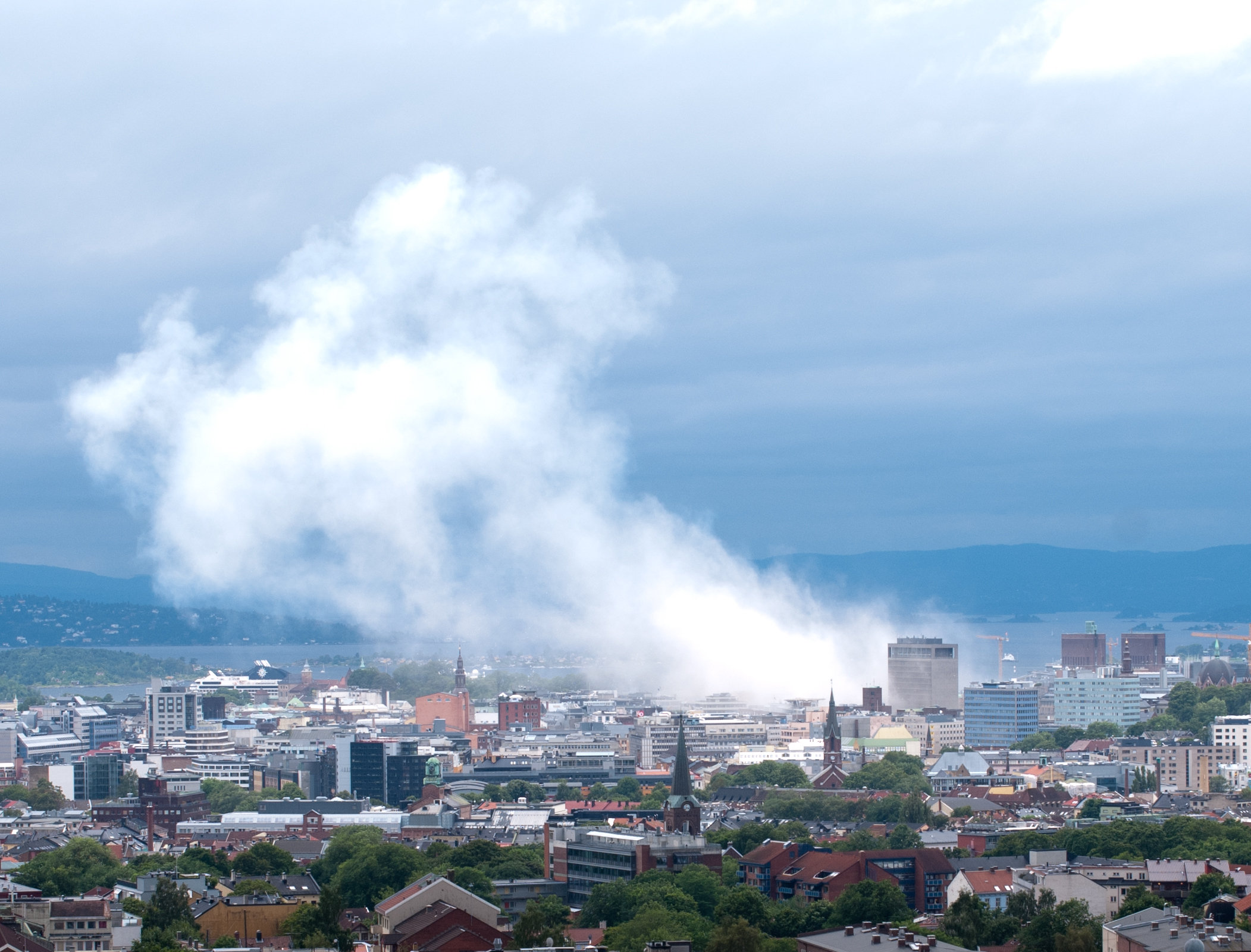
Atentatul de la Oslo

## Decese
- 3 iulie: Roy Redgrave (Roy Michael Frederick Redgrave), 85 ani, ofițer britanic (n. 1925)
- 4 iulie: Șerban Cantacuzino, 70 ani, actor român (n. 1941)
- 4 iulie: Otto von Habsburg (n. Franz Joseph Otto Robert Maria Anton Karl Max Heinrich Sixtus Xaver Felix Renatus Ludwig Gaetan Pius Ignatius Habsburg-Lothringen), 98 ani, ultimul prinț moștenitor al Austro-Ungariei (n. 1912)
- 4 iulie: Șerban Cantacuzino, actor român (n. 1941)
- 5 iulie: Dorin Chiriță, 64 ani, deputat român (1996-2000), (n. 1946)
- 5 iulie: Vasile Movileanu, 56 ani, pictor din R. Moldova (n. 1955)
- 5 iulie: Alexandru Herescu, actor și profesor român (n. 1942)
- 7 iulie: Theodore Lux Feininger, 101 ani, fotograf american (n. 1910)
- 8 iulie: Emanuel Diaconescu, 67 ani, profesor român (n. 1944)
- 8 iulie: Betty Ford (n. Elizabeth Ann Bloomer), 93 ani, soția președintelui american Gerald Ford (n. 1918)
- 11 iulie: Alexandru Chira, 63 ani, artist plastic, profesor universitar și teoretician român (n. 1947)
- 11 iulie: Michael Charles Evans, 59 ani, episcop romano-catolic, britanic (n. 1951)
- 11 iulie: Tom Gehrels, 86 ani, astronom neerlandez (n. 1925)
- 12 iulie: Alexandru Gromov, 86 ani, evreu basarabean, scriitor, traducător, publicist, critic de film și jurnalist sovietic și moldovean (n. 1925)
- 13 iulie: Cornel Fugaru (Corneliu Ion Fugaru), 70 ani, compozitor, solist vocal, instrumentist român (n. 1940)
- 14 iulie: Dekha Ibrahim Abdi, 46 ani, activistă somaleză (n. 1964)
- 15 iulie: Friedrich Wilhelm Schnitzler, 82 ani, politician german (n. 1928)
- 16 iulie: Roxana Matei, 84 ani, interpretă română de muzică ușoară (n. 1926)
- 16 iulie: Cesare Mazzolari, 74 ani, episcop romano-catolic, italian (n. 1937)
- 17 iulie: Takaji Mori, 67 ani, fotbalist japonez (n. 1943)
- 17 iulie: Ștefan Sameș, 59 ani, fotbalist român (n. 1951)
- 17 iulie: Taiji Sawada, 45 ani, muzician japonez (n. 1966)
- 19 iulie: William Leonard D’Mello, 80 ani, episcop romano-catolic, indian (n. 1931)
- 19 iulie: Arsenie Papacioc, 97 ani, duhovnic ortodox român (n. 1914)
- 20 iulie: Lucian Freud, 88 ani, pictor britanic, nepotul psihanalistului Sigmund Freud (n. 1922)
- 21 iulie: Pedro Claro Meurice Estiú, 79 ani, episcop romano-catolic, cubanez (n. 1932)
- 21 iulie: Mircea Ivănescu, 80 ani, poet, scriitor, eseist și traducător român (n. 1931)
- 21 iulie: Dinu Secrieru, 57 ani, senator român (1996-2000), (n. 1933)
- 23 iulie: Robert Ettinger (Robert Chester Wilson Ettinger), 92 ani, academician american (n. 1918)
- 23 iulie: Amy Winehouse (Amy Jade Winehouse), 27 ani, cântăreață britanică (n. 1983)
- 24 iulie: Paul Marchand, 73 ani, teolog romano-catolic (n. 1937)
- 24 iulie: Titus Popescu, 98 ani, general, profesor și scriitor român (n. 1913)
- 25 iulie: Michael Cacoyannis (Mihalis Kakogiannis), 89 ani, regizor grec (n. 1921)
- 27 iulie: Francis John Spence, 85 ani, episcop romano-catolic, canadian (n. 1926)
- 30 iulie: Alexandru Lungu (paleontolog), 74 ani, paleontolog din R. Moldova (n. 1936)
- 30 iulie: Alexandru Lungu, paleontolog moldovean (n. 1936)